# Лузернетта
Лузернетта (італ. Lusernetta, п'єм. Lusernëtta) — муніципалітет в Італії, у регіоні П'ємонт,  метрополійне місто Турин.
Лузернетта розташована на відстані близько 540 км на північний захід від Рима, 50 км на південний захід від Турина.
Населення — 524 особи (2014).
Щорічний фестиваль відбувається 17 січня. Покровителі — святий Антоній Великий.

## Демографія
Населення за роками:

Станом на 1 січня 2023 року в муніципалітеті офіційно проживало 19 іноземців з 7 країн, серед них 16 громадян країн Євросоюзу.

## Сусідні муніципалітети
- Біб'яна
- Лузерна-Сан-Джованні